# 誰都可以暗中助攻討伐魔王
《誰都可以暗中助攻討伐魔王》是槻影在KAKUYOMU上於2016年2月28日連載的輕小說系列。漫畫改編於2017年10月23日由貴島煉瓦擔任繪製。
本作在第一屆KAKUYOMU網路小說大賽中獲得奇幻作品大獎。

## 登場人物

### 主要人物
亞雷斯·克勞恩
本作主人公，亞斯·葛利特神聖教的牧師兼異端殲滅官，隸屬異端殲滅教會並在其中排名第一，本身不信任神明。
被主教派遣至加入勇者隊伍，但因被勇者解僱而被迫繼續暗中協助勇者討伐魔王。
誤以為勇者為男性。
愛蜜莉亞·諾曼
亞斯·葛利特神聖教的修女，亞雷斯與主教的接待員。
在亞雷斯被勇者解雇后，主動向主教請願協助亞雷斯。

### 勇者隊伍
藤堂直繼
為討伐魔王而被路克斯王國召喚的異世界勇者，性別為女。
因恐男症而期望隊伍只有女性，學會治癒魔法後將亞雷斯解僱。
莉蜜絲·雅魯·伏利堤亞
路克斯王國公爵兼魔導王的女兒，勇者隊伍的魔法師。
只與火精靈簽訂契約，因此只會使用火魔法。
阿麗雅·利瑟斯
路克斯王國軍最高負責人兼布拉米亞流劍術最高導師劍王洛頓·利瑟斯的女兒，勇者隊伍的劍士。
擁有劍術才能卻沒有魔力的體質。
古蕾莎
生活在貝爾森林的冰樹小龍，因被惡魔趕出森林而為復仇提升等級時被亞雷斯擊退，後被勇者拜託的愛蜜莉亞回覆變成少女並加入勇者隊伍。

### 教會
葛瑞格里歐·勒金茲
異端殲滅教會的神父，排名第三的異端殲滅官，外號“殲滅鬼”，男性。
無法正常與人溝通，亞雷斯避之不及的對象。

## 出版書籍

### 輕小說
| 卷數 | 角川新文芸     | 角川新文芸             | 台灣角川       | 台灣角川               |
| 卷數 | 發售日期       | ISBN                   | 發售日期       | ISBN                   |
| ---- | -------------- | ---------------------- | -------------- | ---------------------- |
| 1    | 2016年12月24日 | ISBN 978-4-04734-398-6 | 2019年4月25日  | ISBN 978-957-564-855-8 |
| 2    | 2017年3月31日  | ISBN 978-4-04734-546-1 | 2019年8月26日  | ISBN 978-957-743-152-3 |
| 3    | 2017年9月30日  | ISBN 978-4-04734-783-0 | 2020年5月25日  | ISBN 978-957-743-753-2 |
| 4    | 2018年6月30日  | ISBN 978-4-04735-162-2 | 2020年12月21日 | ISBN 978-986-524-126-1 |
| 5    | 2022年6月30日  | ISBN 978-4-04736-855-2 |                |                        |

### 漫畫
| 卷數 | KADOKAWA       | KADOKAWA               |
| 卷數 | 發售日期       | ISBN                   |
| ---- | -------------- | ---------------------- |
| 1    | 2018年6月23日  | ISBN 978-4-04069-536-5 |
| 2    | 2019年7月22日  | ISBN 978-4-04065-402-7 |
| 3    | 2020年5月23日  | ISBN 978-4-04064-632-9 |
| 4    | 2022年1月21日  | ISBN 978-4-04681-193-6 |
| 5    | 2022年10月21日 | ISBN 978-4-04681-774-7 |
| 6    | 2024年2月2日   | ISBN 978-4-04683-384-6 |